# Turtle River (Minnesota)
Turtle River es una ciudad ubicada en el condado de Beltrami en el estado estadounidense de Minnesota. En el Censo de 2010 tenía una población de 77 habitantes y una densidad poblacional de 26,76 personas por km².

## Geografía
Turtle River se encuentra ubicada en las coordenadas 47°35′18″N 94°45′29″O / 47.58833, -94.75806. Según la Oficina del Censo de los Estados Unidos, Turtle River tiene una superficie total de 2.88 km², de la cual 2.88 km² corresponden a tierra firme y (0%) 0 km² es agua.

## Demografía
Según el censo de 2010, había 77 personas residiendo en Turtle River. La densidad de población era de 26,76 hab./km². De los 77 habitantes, Turtle River estaba compuesto por el 98.7% blancos, el 0% eran afroamericanos, el 1.3% eran amerindios, el 0% eran asiáticos, el 0% eran isleños del Pacífico, el 0% eran de otras razas y el 0% pertenecían a dos o más razas. Del total de la población el 0% eran hispanos o latinos de cualquier raza.